# Sabujo italiano de pelo duro
O sabujo italiano de pelo duro [Nota] (em italiano:  segugio italiano) é um cão que foi bastante apreciado pela nobreza na época do Renascimento tanto por sua aparência quanto por sua perícia na caça. Na aparência, não difere dos demais sabujos no rosto, embora sua estrutura seja mais corpulenta, característica esta herdada dos mastiffs, e sua pelagemseja mais vasta e dura. Entre suas principais características estão o faro aguçado, a versatilidade e a determinação durante a caçada. Considerado fácil de adestrar, é também um bom cão de companhia, dito confiável e amável, embora precise de muita atividade física. Entre ele e sua variação de pêlo duro, reside apenas a pelagem como diferença.